# Kaarlo Tuominen
Kaarlo Jalmari Tuominen, anche noto come Kalle Tuominen (Somero, 9 febbraio 1908 – Lieto, 20 ottobre 2006), è stato un siepista finlandese.
Nel 1936 fu medaglia d'argento ai Giochi olimpici di Berlino, mentre nel 1938 arrivò quarto ai campionati europei di atletica leggera di Parigi.

## Palmarès
| Anno | Manifestazione  | Sede    | Evento           | Risultato | Prestazione | Note                          |
| ---- | --------------- | ------- | ---------------- | --------- | ----------- | ----------------------------- |
| 1936 | Giochi olimpici | Berlino | 3000 metri siepi | Argento   | 9'06"8      | Miglior prestazione personale |
| 1938 | Europei         | Parigi  | 3000 metri siepi | 4º        | 9'28"6      |                               |